# Gilman Square (métro de Boston)
Gilman Square est une station de métro à Somerville, dans le Massachusetts, aux États-Unis. Située sur une branche de la ligne verte du métro de Boston entre Magoun Square et East Somerville, elle a ouvert le 12 décembre 2022.